# Frasne
 Frasne  es una comuna y población de Francia, en la región de Franco Condado, departamento de Doubs, en el distrito de Pontarlier y cantón de Levier.
Su población en el censo de 1999 era de 1.624 habitantes.
Está integrada en la Communauté de communes du Plateau de frasne et du Val de Drugeon , de la que es la mayor población.

## Demografía
| 1367 | 1353 | 1430 | 1355 | 1519 | 1624 |
| Para los censos de 1962 a 1999 la población legal corresponde a la población sin duplicidades (Fuente: INSEE [Consultar]) |      |      |      |      |      |